# Melchior-Jäger-Haus

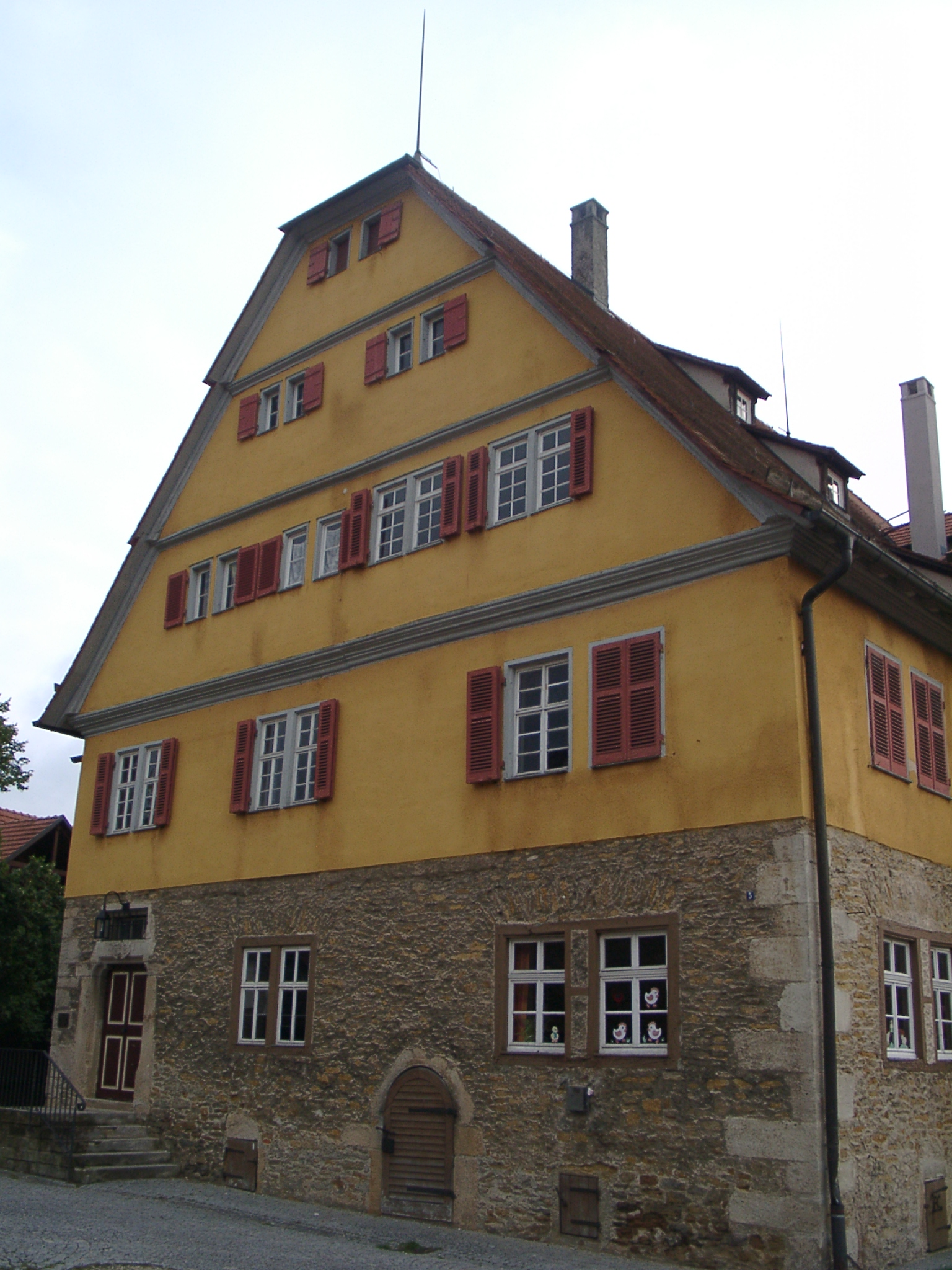
Das Melchior-Jäger-Haus

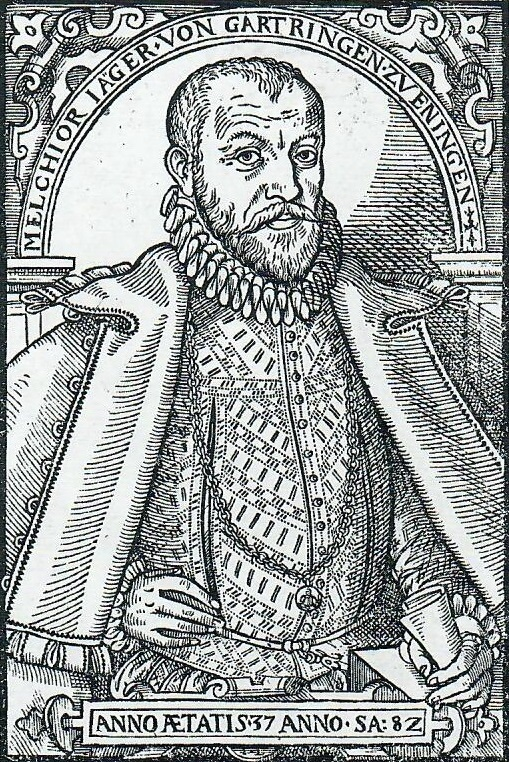
Jäger von Gärtringen

Das sogenannte Melchior-Jäger-Haus ist ein repräsentatives, frühneuzeitliches Fachwerkhaus in Neuffen, einer Stadt im baden-württembergischen Landkreis Esslingen. Erbaut wurde es im 16. Jahrhundert von der ursprünglich bürgerlichen Familie Jäger, die 1581 in den Adel erhoben wurden. Daher wird das Haus auch als Jägersches Schlössle bezeichnet. Es diente im Laufe der Zeit abwechselnd als Wohnhaus, Amtshaus, Kameral- und Finanzamt.

## Lage und Beschreibung
Das dreistöckige, gelbfarben verputzte Fachwerkhaus mit steinernem Sockel steht in der historischen Altstadt an der Stadtmauer, etwa 50 Meter nordwestlich vom Großen Haus (Schloss Neuffen) entfernt. Obwohl es immer wieder verändert wurde, hat es über Jahrhunderte seinen schlossähnlichen Charakter bewahrt. Über dem Eingang finden sich das Allianzwappen der Jäger von Gärtringen und derer von Berlichingen.

## Geschichte
Bei der Familie Jäger soll es sich um natürliche (uneheliche) Nachfahren von Herzog Eberhard I. (im Barte) handeln. Melchior Jäger senior war württembergischer Untervogt in Neuffen gewesen. Sein Sohn Melchior Jäger von Gärtringen (1544–1611) wurde im Neuffener Vogtshaus geboren, studierte Rechtswissenschaften und wurde später ein enger Berater von Herzog Ludwig I. von Württemberg, der ihn 1581 in den Adelsstand erhoben hatte. 1590 erwarb Melchior Jäger das Grundstück mit dem baufälligen Vogtshaus und ließ an der Stelle das jetzige Haus errichten. Allerdings wohnte Jäger in dem Haus nicht selbst, da er seit 1581 mit Schloss Gärtringen und 1587 mit Schloss Höpfigheim belehnt worden war. Außerdem erwarb er 1606 noch Schloss Ebersberg oberhalb von Lippoldsweiler. Jäger war in erster Ehe mit einer Gaisbergerin verheiratet, in zweiter Ehe mit Anna von Berlichingen. Daher befindet sich über dem Eingang auch das Wappen seiner Ehefrau. Jäger hatte mehrere Söhne und Töchter. Nachfahren behielten das Haus bis 1670. Danach kam es zu häufigen Eigentümerwechseln, ehe es an die Familie von Schwarz kam. 1745 veräußerte es die Erben des Otto von Schwarz, Bürgermeister von Chur in Graubünden, für 1058 Gulden und 45 Kreuzer an das Haus Württemberg. In der Folgezeit wurde das Haus der Sitz eines Oberamts. Bis 1935 waren in dem Gebäude staatliche Behörden wie das Cameralamt und später das Finanzamt untergebracht. 1957 erwarb die Stadt das Haus, das heute als Heim für Vereine und Parteien dient. 

Bilder
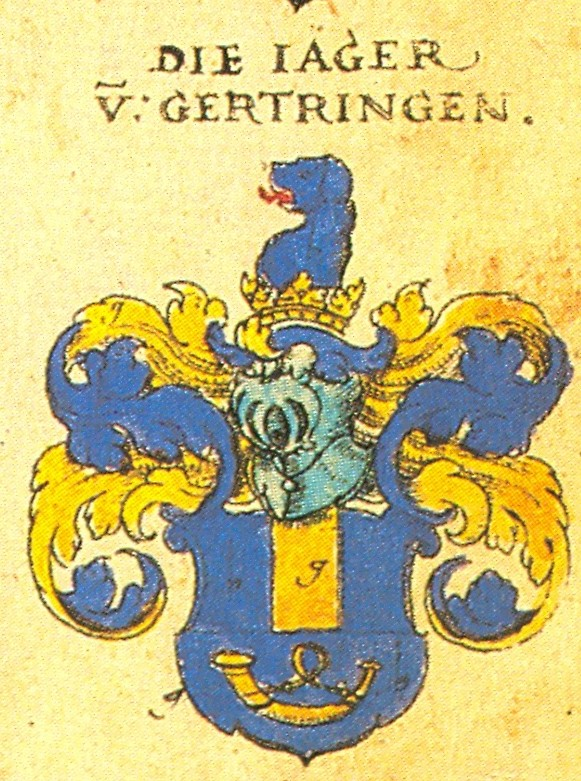
Wappen der Iager v. Gertringen (aus Siebmachers Wappenbuch)
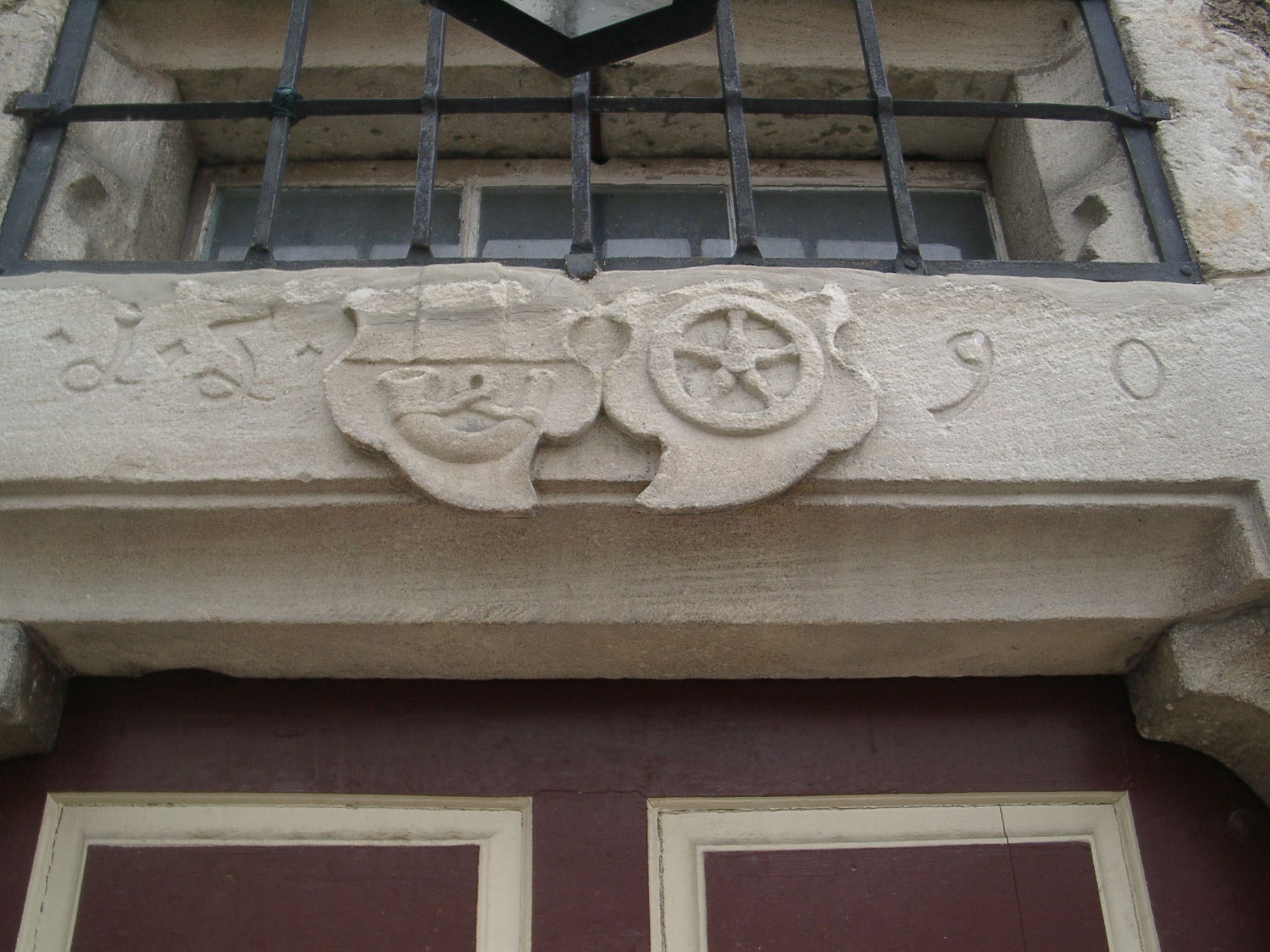
Wappen der Jäger und derer von Berlichingen über dem Eingang sowie die Jahreszahl 1590